# Wybory szefa administracji Hongkongu w 2017 roku
Wybory szefa administracji Hongkongu w 2017 roku – wybory szefa administracji Hongkongu, które rozpisano na 26 marca 2017 roku. Zwyciężyła kandydatka popierana przez rząd Chin, Carrie Lam, która zdobyła 777 z 1194 głosów kolegium elektorskiego.
| Kandydat      | Ilość głosów |
| ------------- | ------------ |
| Carrie Lam    | 777          |
| John Tsang    | 365          |
| Woo Kwok hing | 21           |